# Mike Brewer a jeho svět aut
Mike Brewer a jeho svět aut (v anglickém originále Mike Brewer's World of Cars) je britská reality show vysílaná stanicí Discovery Channel v roce 2020.

## Přehled dílů
Bylo odvysíláno 12 dílů.
| Epizoda | Název (originál)           | Název                    | Délka (min.) |
| ------- | -------------------------- | ------------------------ | ------------ |
| 1       | Lowrider Lowdown           | V lowrideru po L.A.      | 31           |
| 2       | Mini and Me                | Půllitr v ruce.          | 25           |
| 3       | Top Fuel Duel              | Duel v soutěži Top Fuel. | 33           |
| 4       | Chicago and the Tin Man    | Chicago a muž karosérií  | 24           |
| 5       | Loud and Lifted In Houston |                          | 24           |
| 6       | EV The Silent Killer       |                          | 23           |
| 7       | Stock Car Resurrection     |                          | 27           |
| 8       | High Sierra Salvage        |                          | 25           |
| 9       | The Shop Around the Corner |                          | 27           |
| 10      | Model T to Mustangs        |                          | 20           |
| 11      | A Pint in the Hand         |                          | 22           |
| 12      | The King of Customs        |                          | 25           |